# Scyphidium jamatai
Scyphidium jamatai är en svampdjursart som beskrevs av Konstantin R. Tabachnick 1991. Scyphidium jamatai ingår i släktet Scyphidium och familjen Rossellidae.
Artens utbredningsområde är havet kring Japan. Inga underarter finns listade i Catalogue of Life.